# Ceridwen
Ceridwen var i keltisk mytologi den gudinna som hade makt över sanning. 
Hennes symbol är kitteln. I denna kittel bryggde hon en dryck som skänkte kunskap om allt. Hennes kittel har under senare år används som symbol för häxor och deras brygdkok.
Ceridwen var även mor till barden Taliesin.